# Glischropus tylopus
Glischropus tylopus је врста слепог миша из породице вечерњака (лат. Vespertilionidae).

## Распрострањење
Ареал врсте покрива средњи број држава.
Врста има станиште у Тајланду, Лаосу, Бурми, Вијетнаму, Малезији, Индонезији, Филипинима и Камбоџи.

## Станиште
Станиште врсте су бамбусове шуме. 
Врста је присутна на подручју острва Суматра и Борнео у Индонезији.

## Угроженост
Ова врста није угрожена, и наведена је као последња брига јер има широко распрострањење.